# Kaj Attorps
Kaj Hugo Lars Attorps, född 3 februari 1937 i Stockholm, död 13 november 2022 i Enskede gård, Stockholm, var en svensk författare, översättare och samhällsdebattör.

## Biografi
Attorps växte upp i Djursholm. Fadern Gösta Attorps var litteraturkritiker på Svenska Dagbladet; modern hette Gunnel Attorps, född Kranck (1906–1986). Han gav ut fyra romaner, två essäsamlingar och flera antologier samt en bok om nobelpristagaren William Butler Yeats.  Kaj Attorps, som var filosofie magister i svenska och historia, arbetade hela sitt yrkesliv som gymnasielärare samtidigt som han var verksam som författare. Han översatte även den irländske författaren John Millington Synges roman Aranöarna till svenska.
Som samhällsdebattör gjorde Kaj Attorps sig  känd som kritiker av den svenska skolpolitiken. 
I en serie artiklar i Svenska Dagbladet 1997–1998 framförde han skarp kritik mot kommunaliseringen av skolan och konstruktionen av den nya gymnasieskolan. Grundtesen i hans kritik är åsikten att en tredjedel av gymnasieeleverna inte har vare sig förmåga till eller intresse för teoretiska studier av den svårighetsgrad som gymnasie- och högskolestudier kräver. Enligt Attorps blir effekten av kvarhållandet av den svagpresterande tredjedelen av eleverna i skolan för att dessa skall uppnå universitetsbehörighet att kvaliteten på undervisningen sänks och att gymnasiet delvis förvandlas till en förlängd grundskola. Den 4 juni 2008 publicerades en debattartikel i Expressen där Kaj Attorps, mot bakgrund av de dokumenterat sjunkande skolresultaten, framför sin kritik i än hårdare ordalag.

### Facklitteratur
- 1969 – Tolv moderna romaner, tillsammans med Tomas Oliv

### Skönlitteratur
- 1974 – Det är inte lätt att va vuxen, förstod jag i somras
- 2000 – Liv för liv
- 2002 – Gredelins längtan
- 2003 – Arthur Knapps resa

### Antologier
- 1974 – Dikter om dig och världen
- 2001 – Han önskar att hans älskade vore död
- 2001 – Dikter om kärlek
- 2002 – Dikter om livet och döden
- 2003 – Varför sa räven att det var surt?
- 2003 – Lilla snapsviseboken
- 2004 – Varför är en fågel i handen bättre än tio i skogen?
- 2004 – Om julen
- 2005 – Svenska kärleksbrev
- 2006 – Snapsvisor för alla tillfällen
- 2008 – Jag tror på köttets lust och på själens obotliga ensamhet
- 2009 – Det bästa som sagts om kärlek